# Socha Rolanda (Brémy)
Socha Rolanda je socha z roku 1404, stojící na Marktplatzu v Brémách. Zobrazuje rytíře Rolanda, velitele vojsk Karla Velikého, známého z Písně o Rolandovi. Je jedním ze symbolů města. Od roku 1973 je socha památkově chráněná, od roku 2004 je spolu s radnicí na seznamu světového dědictví UNESCO. Figura samotná má výšku 5,47 m. Celkově socha dosahuje výšky 10,21 m a je tak největší volně stojící středověkou sochou v Německu.

## Užití jména a motivu Rolanda
Po Rolandovi byla pojmenována celá řada institucí, lodí ap. Motiv Rolanda byl užit i na poštovních známkách a mincích.